# خوسيه أنطونيو رودريغيز (ملحن)
خوسيه أنطونيو رودريغيز (بالإسبانية: José Antonio Rodríguez)‏ هو معلم موسيقى وملحن وعازف قيثارة إسباني، ولد في 28 مارس 1964 في قرطبة في إسبانيا.

## وصلات خارجية
- الموقع الرسمي